# Forno metallurgico
Il forno metallurgico è un forno, di solito costruito con materiale refrattario, in grado di raggiungere temperature tali da poter fondere vari tipi di metallo oppure scaldarlo. 

Usualmente l'unico metallo che viene fuso è l'alluminio, mentre in tutti gli altri casi (acciaio, ghisa, leghe di alluminio, leghe di rame) il forno viene utilizzato per eseguire i cosiddetti trattamenti termici, processi in cui, grazie alle alte temperature, il metallo subisce cambiamenti di proprietà, andando ad agire sulla struttura stessa del materiale. 

I trattamenti termici più noti sono la ricottura, la tempra, il rinvenimento, la normalizzazione.

## Struttura generalizzata di un forno
Date le alte temperature in gioco (che usualmente partono da 400 °C e non superano i 1300 °C) occorre che la struttura del forno sia realizzata in modo tale da non disperdere all'esterno il calore prodotto per scaldare il metallo. Pertanto occorre che all'interno del forno vi sia dell'isolante termico, in grado di trattenere il calore all'interno della camera (per camera s'intende semplicemente la zona interna del forno dove si trova o dove passa il metallo). I materiali più utilizzati sono preformati/mattoni refrattari o moduli/pannelli di fibre ceramiche; la struttura esterna del forno è invece metallica.

## Classificazione dei forni metallurgici
Come per tutte le macchine (il forno è una macchina termica) non esiste un unico tipo di classificazione: nel caso specifico, i criteri più utilizzati sono il tipo di alimentazione, il metallo trattato, la struttura, il trattamento termico stesso, od anche il tipo di pezzo trattato.

### Classificazione per tipo di alimentazione
- forno elettrico
- forno a combustione (in atmosfera libera o controllata)

### Classificazione per tipo di metallo
- forno per acciai e leghe ferrose
- forno per ghisa
- forno per bagni di alluminio
- forno per leghe di alluminio
- forno per leghe di rame
- forno per leghe di titanio

### Classificazione per struttura
- forno a passo di pellegrino (o a "walking beam")
- forno a rulli
- forno a coclea
- forno a pozzo
- forno rotante
- forno a campana
- forno a carro

### Classificazione per trattamento termico
- forno di riscaldo
- forno di rinvenimento
- forno di ricottura
- forno di omogeneizzazione
- forno di normalizzazione

### Classificazione per tipo di pezzo trattato
- forno per placche
- forno per coil (rotoli)
- forno per pezzi forgiati
- forno per pezzi stampati
- linea trattamento tubi